# Srbi u Sjevernoj Makedoniji
Srbi u Makedoniji  (makedonski: Србите во Македонија, srpski: Срби у Македонији) su poslije Albanaca, Turaka i Roma četvrta najveća manjina u Sjevernoj Makedoniji. 
Prema popisu stanovništva iz 2002. godine u Sjevernoj Makedoniji živi 35.939 Srba ili 1,78% od ukupnog stanovništva. 

## Povijest
Srbi imaju dugu povijest na prostoru današnje Republike Sjeverne Makedonije. U srednjem vijeku Sjeverna Makedonija je povremeno bila pod srpskom vlašću. Tako je Skoplje jedno vrijeme bilo glavni grad srpske države. Nakon što Sjeverna Makedonija podpada pod osmansku vlast, kršćani su u podređenom položaju. 
U 19. stoljeću mlade države Srbija i Bugarska ulažu mnogo sredstava kako bi pridobile kršćane na prostoru Vardara. Zbog podjele Makedonije nakon Prvog balkanskog rata, Bugarska je pokrenula Drugi balkanski rat, nakon kojeg je Vardarska Makedonija postala dio Srbije (1913. – 1915.). Bugari su smatrali da su Makedonci Bugari, a Srbi da su Makedonci Južni Srbi.

## Demografija
Broj Srba u Republici Sjevernoj Makedoniji pada tako da se na popisu stanovništva iz 1971. godine 46.465 (2,85% stanovništva) građana Sjeverne Makedonije izjasnilo Srbima. Prema popisu iz 2002. bilo je 35.939 (1,78%) Srba. Najviše Srba njih 9.062 (8,6%) živi u Općini Kumanovo.
| Općina           | Srba  | Postotak |
| ---------------- | ----- | -------- |
| Kumanovo         | 9.062 | 8,6%     |
| Aerodrom         | 3.085 | 4,3%     |
| Čučer-Sandevo    | 2.426 | 28,6%    |
| Karpoš           | 2.184 | 3,7%     |
| Gazi Baba        | 2.097 | 2,9%     |
| Centar (Skoplje) | 2.037 | 4,5%     |
| Gjorče Petrov    | 1.730 | 4,2%     |
| Kisela Voda      | 1.426 | 2,5%     |
| Butel            | 1.033 | 2,9%     |
| Staro Nagoričane | 926   | 19,1%    |
| Ilinden          | 912   | 5,7%     |
| Valandovo        | 630   | 5,4%     |
| Negotino         | 627   | 3,3%     |
| Čair             | 621   | 1%       |
| Rosoman          | 409   | 9,9%     |
| Dojran           | 277   | 8%       |

## Poznati Srbi iz Sjeverne Makedonije
- Dragan Laković, glumac
- Predrag Laković, glumac
- Ljubiša Samardžić, glumac
- Veselin Vuković, rukometaš
- Dragoslav Šekularac, nogometaš
- Pero Antić, košarkaš
- Stojan Arsić, pjesnik[3]
- Gordana Jović Stojkovska, pjesnikinja[3]

## Galerija
- Etnički sastav Makedonije po naseljima 2002
- Spomen-kosturnica na brdu Zebrnjaku

## Vanjske poveznice
- Kulturno-informativni centar Srba u Sjevernoj Makedoniji „Spona“  Arhivirana inačica izvorne stranice od 10. lipnja 2016. (Wayback Machine) (srp.)